# Publio Quintilio Varo il Giovane
Quintilio Varo o Publio Quintilio Varo il Giovane (latino: Quinctilius Varus o Publius Quinctilius Varus Minor; ... – 27) era l'unico figlio del generale e politico romano Publio Quintilio Varo, nato dal suo secondo matrimonio con Claudia Pulcra.

## Biografia
Attraverso la madre era cugino dell'imperatrice romana Valeria Messalina, di suo fratello Marco Valerio Messala Corvino, cugino di secondo grado della figlia di Messalina Claudia Ottavia e di Tiberio Claudio Cesare Britannico. Inoltre era cugino di secondo grado dei nipoti di Augusto Emilia Lepida e Marco Emilio Lepido.
Nel 7, il padre fu eletto Governatore della Germania. Il 9 settembre del nove, suo padre si suicidò a causa della sconfitta nella Battaglia della foresta di Teutoburgo, nella Germania inferiore. Sua madre non si risposò. Nel 26 sua madre morì in esilio, vittima di un tradimento, mentre lo stesso Varo fu a sua volta vittima del tradimento di Seiano. Nel 27 venne infatti accusato e condannato.